# Distrito de Uranmarca
El Distrito de Uranmarca es uno de los once distritos de la Provincia de Chincheros  ubicada en el departamento de Apurímac, bajo la administración del Gobierno regional de Apurímac, en el sur del Perú.
Desde el punto de vista jerárquico de la Iglesia católica forma parte de la Diócesis de Abancay la cual, a su vez, pertenece a la Arquidiócesis de Cusco.

## Historia
El distrito fue creado mediante Ley n.º 24368 del 19 de noviembre de 1985, en el  gobierno de Alan García.

## Geografía
La ciudad de  Uranmarca se encuentra ubicada en los Andes Centrales. Está a 3 090 m.s.n.m.  
Uranmarca, cuya toponimia quechua se traduce como "Pueblo de Abajo" el ámbito territorial presenta variados pisos ecológicos como el quechua, suni y puna, su relieve se caracteriza por ser accidentado con pendientes muy pronunciadas, gran parte del territorio pertenece al sistema hidrográfica del río Pampas.  

## División administrativa
Se divide en los siguientes Centros Poblados:
- Huancane Apurimac
- Tancayllo
- Culluni Izquierdo

Anexos
- Antasco
- Santa Rosa de Manzanayoc - Uchu-Uran
- Uranmarca
- Montevideo

## Autoridades

### Municipales
- 2019 - 2022[4]
  - Alcalde: Percy Alfredo Zarabia Oscco, de Alianza para el Progreso.
  - Regidores:

  1. Ángel Quijada Ccochachi (Alianza para el Progreso)
  2. Fredy Avelino Ramírez Yañe (Alianza para el Progreso)
  3. Raúl Gamonal Herrera (Alianza para el Progreso)
  4. Bertha Rosa Pastor Leyva (Alianza para el Progreso)
  5. Juan Sierra Zamora (Movimiento Popular Kallpa)

## Festividades
Fiestas Religiosas
Huancane
- Virgen de Carmen. 16 de julio
- Navidad 25 de diciembre

Uranmarca
Fiesta Patronal
- Santiago Apóstol del 24 de julio hasta el 30 de julio, en honor al patrón del pueblo y la Virgen del Carmen.
- 12 de noviembre escenificación de Uranmarca Raymi
- 13 de noviembre aniversario de Uranmarca